# 河野氏勝
河野 氏勝（こうの うじかつ）は、江戸時代前期の武士。越後村上藩主村上忠勝の家老であったが、自らが当事者となった家中紛争を契機のひとつとして村上家が改易されたのち、江戸幕府の旗本となった。通称は権兵衛。村上家関係の記事では「高野権兵衛」と記されることがある。

## 生涯

### 生い立ち
天正18年（1590年）、河野氏房（庄左衛門）の子として加賀国で生まれる。
氏勝の父・氏房について、『寛政重修諸家譜』（以下『寛政譜』）は「村上周防守義明」（村上頼勝）に仕えたと記している。村上頼勝は、丹羽長秀家臣から堀秀政の与力大名となった経歴を持ち、天正11年（1583年）に加賀国小松城主となり、慶長3年（1598年）に越後国に移って村上城主となっている。
氏勝の祖父（氏房の父）である河野氏吉（藤左衛門）は、織田信長がまだ尾張の一勢力であったころから仕え、その後は織田信雄から豊臣秀吉に仕えた人物である。晩年に越後国に住していたというが、慶長5年（1600年）に徳川家康に召し出されてその家臣となり、元和2年（1616年）8月に90歳で没している。これについては、少年時代の徳川家康（松平竹千代）が尾張熱田で抑留されていた際に、氏吉が小鳥（モズ）を進呈して慰めたことがあるためという。

### 村上家の改易
村上藩主・村上頼勝は慶長15年（1610年）に松平忠輝（越後高田藩主）の補佐役になったが、慶長末年に没したとされ、養子の村上忠勝が跡を継いだ。忠勝は義父と同じく「村上周防守義明」を名乗ったとも言われ、この間の村上家の状況ははっきりしない（村上頼勝参照）。忠勝は松平忠輝の家老・花井吉成の娘を正室に迎えるなど、忠輝とは近い関係にあったが、松平忠輝は元和2年（1616年）7月に改易処分を受けている。
氏勝の父・氏房は元和2年（1616年）5月に没した。氏勝も村上家に仕え、『元和年録』によれば家老を務めていた。
年少の藩主・忠勝のもと、村上藩では家中対立が絶えなかったという。そのような状況のもと、村上において魚住角兵衛という藩士が闇討ちにされた事件が発生し、これは氏勝（『元和年録』・『徳川実紀』では「高野権兵衛」）の所行ではないかと噂された。角兵衛の弟の和右衛門は江戸に出て藩主忠勝に訴えたが、氏勝は将軍徳川秀忠ともつながりがある人物（「上様御存之者」）であるため、家臣とはいえ藩内で処分することができず、幕府評定所で対決することとなった。「内内の吟味」においては、おおかた氏勝の所行であろうとはされたが、明確な証拠もなく、また氏勝の才覚や弁舌が非常に優れていたため、元和4年（1618年）3月6日に、氏勝の勝訴と裁決された。
幕府は家中取り締まり不行き届きを理由として、元和4年（1618年）4月に村上家を改易し、忠勝は丹波篠山に配流され、松平康重に預けられた。

### 幕臣となる
『寛政譜』によれば、村上家改易後に河野氏勝は徳川秀忠に召し出されて幕臣となった。『徳川実紀』によれば元和4年（1618年）4月21日に召し出され、小姓組に属した。
『元和年録』によれば、高野権兵衛（氏勝）の先祖である「高野藤蔵」は、熱田で抑留されていた10歳の家康に小鳥を進上した。大御所家康の代に「高野勝左衛門」が御目見の上呉服を拝領したという。これらの経緯を秀忠も知っており、高野権兵衛を召し出したのであるという。
氏勝は、信濃国川中島で1500石を与えられた。知行地は相之島村（現在の須坂市相之島付近）や中野村（現在の中野市中野付近）などで、中野村に陣屋（中野陣屋）を構えた。
寛永4年（1627年）4月8日没、38歳。江戸・四谷の西迎寺に葬られ、以後河野家代々の葬地となった。家督は10歳の嫡男・河野氏利が継いだ。

## 系譜
祖父・父については#生い立ち節参照。
妻は別所信治（主水）の娘。別所信治は別所重宗（重棟）の二男・別所宗治（大坂夏の陣の天王寺の戦いで戦死）の子にあたり、御書院番を務める旗本であった。
『寛政譜』では氏利（藤三郎、藤左衛門）、氏朝（権六郎、権兵衛）の2男（いずれも母は別所氏）を載せる。家督継承時に分知が行われ、氏利は1200石、氏朝は300石を知行した。

## 備考
- 川中島一帯は、元和2年（1617年）に松平忠輝の改易によって幕府領となった[15]。中野村の陣屋はこの際に置かれたと見られる[16]。河野氏勝が中野村の領主となって以後は河野氏の陣屋となった[16]。河野家は氏利の代（寛永20年（1643年）頃[12]）に蔵米取に切り替えられ[1]、信濃国の知行地は収公された。中野村の河野家の陣屋跡は再び幕府の陣屋となり、のちに北信地域の小規模な陣屋の機能を統合して中野陣屋（中野代官所）として使用されることになる[12]。